# BB 8500
,,,
Les BB 8500 sont des locomotives électriques de la SNCF fonctionnant sous courant continu à une tension d'alimentation de 1 500 volts. Elles sont surnommées Danseuses, en raison de leur suspension rudimentaire, qui causait un mouvement de lacet de la locomotive par rapport à son axe longitudinal.

## Conception

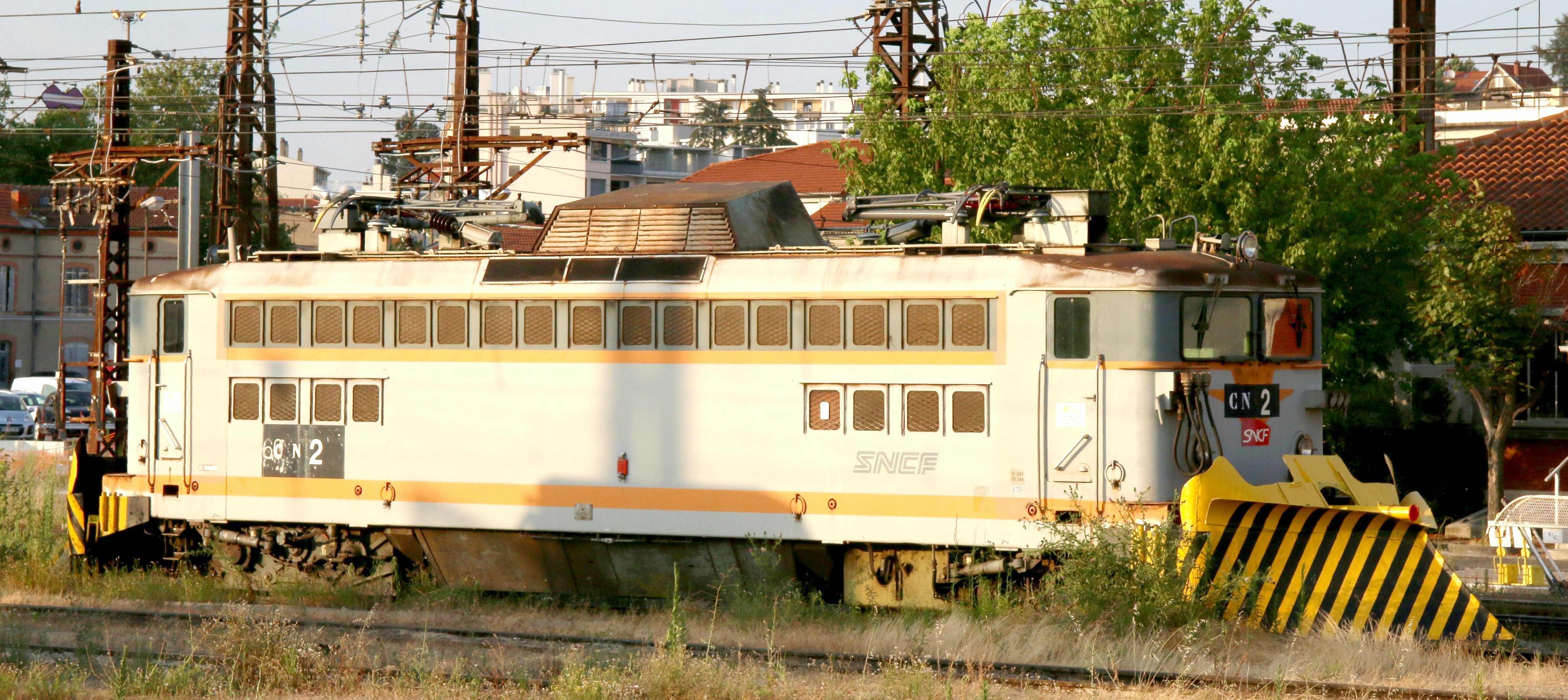
L'ancien 8565 de la SNCF est aujourd'hui l'un des deux chasse-neige automoteurs utilisés pour le déneigement des routes des Pyrénées, basé à Toulouse Matabiau.

Les locomotives BB 8500, qui font partie de la série des BB Alsthom, ont été conçues pour être attelées aux trains de banlieue des réseaux Sud-Est et Sud-Ouest de l'Île-de-France ainsi qu'aux trains régionaux du Midi et du Sud-Ouest de la France, réseaux alimentés en courant continu.
Elles sont issues des BB 25500 par soustraction de l'équipement monophasé. Le reste de l'engin est identique à sa série mère sur la plupart des points : double réduction, châssis...
À l'origine en livrée verte, la série a été repeinte pour une partie en livrées Île de France et Multiservices dans les années 1990 ou béton , pour d'autres, en livrée En Voyage dans les années 2000.
Cette série de locomotives a été conçue dans un objectif de polyvalence : elle est apte au fonctionnement en unité multiple et possède un rapport de réduction « petite vitesse » pour les trains de marchandises et un autre « grande vitesse » pour les trains de messageries et ceux de voyageurs.
Les BB 8501 à 5 possédaient d'origine une cabine panoramique à vitres d'angle. Les suivantes (jusqu'à la BB 8587) ne possèdent plus que deux vitres frontales, pour des raisons de sécurité. L'ensemble des BB 8501 à 8587 est parfois appelé « petite cabine » en opposition à la sous-série suivante.
En effet, à partir de la BB 8588, un allongement de la caisse a été réalisé pour la mise en place d'un futur attelage automatique européen, qui n'a jamais été mis en place. Cette série se distingue par une vitre supplémentaire entre la porte d'accès et l'extrémité des engins. Plus récente, cette seconde partie de la série est aussi plus confortable pour les conducteurs.
Outre ces distinctions de cabine et de châssis, les BB 8501 à 8536 sont équipées de moteurs TAB 660 A1 alors que les suivantes possèdent des TAB 660 B1, plus puissants.
À partir de la BB 8549, les BB 8500 furent équipées de marquages adhésifs d'usine, en remplacement des plaques en relief. La toiture eut aussi un changement notable : les accrochages pour les échelles de toiture, que l'on retrouve au-dessus des pavillons des 48 premières BB 8500 et qui permettaient d'effectuer une visite sur la toiture, sont remplacées par un dispositif de trappe de toiture, avec échelle intérieure permanente ; le lanterneau fut remplacé par un type plus grand de forme plus pyramidale. De même, la sous-série de BB 8549 à 8568, est équipée d'origine de persiennes à carreaux soudées à la caisse.

## Services effectués
Prévues pour assurer un service aussi polyvalent que possible, les BB 8500 ont parcouru la plupart des lignes électrifiées en 1 500 V continu.
Elles ont circulé en tête des trains de voyageurs sur plusieurs réseaux TER, tractant des rames réversibles régionales (RRR) ou des voitures omnibus à deux niveaux (VO 2N) par exemple. Les parcours sont généralement limités et les vitesses modérées étant donné leur suspension peu performante.
Une part importante de la série était utilisée pour la traction des trains de fret. En unités multiples, sur leur rapport d'engrenages basse vitesse, ces machines étaient particulièrement efficaces en tête de trains lourds : céréales, inter-triage, etc. Elles ont été remplacées par des BB 27000.

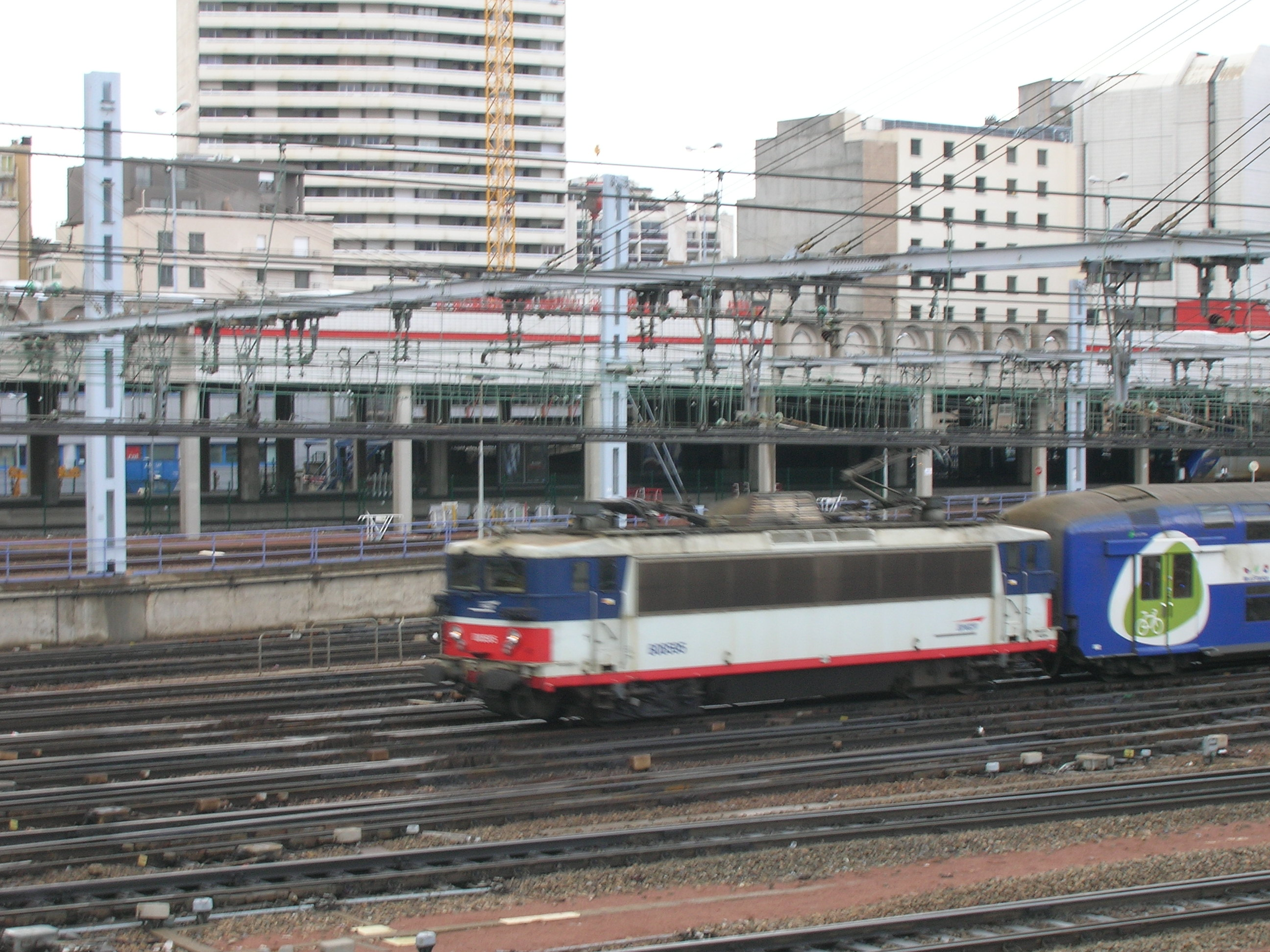
Une BB 8500 en livrée Île-de-France en tête d'une rame VB 2N quitte Paris-Montparnasse.

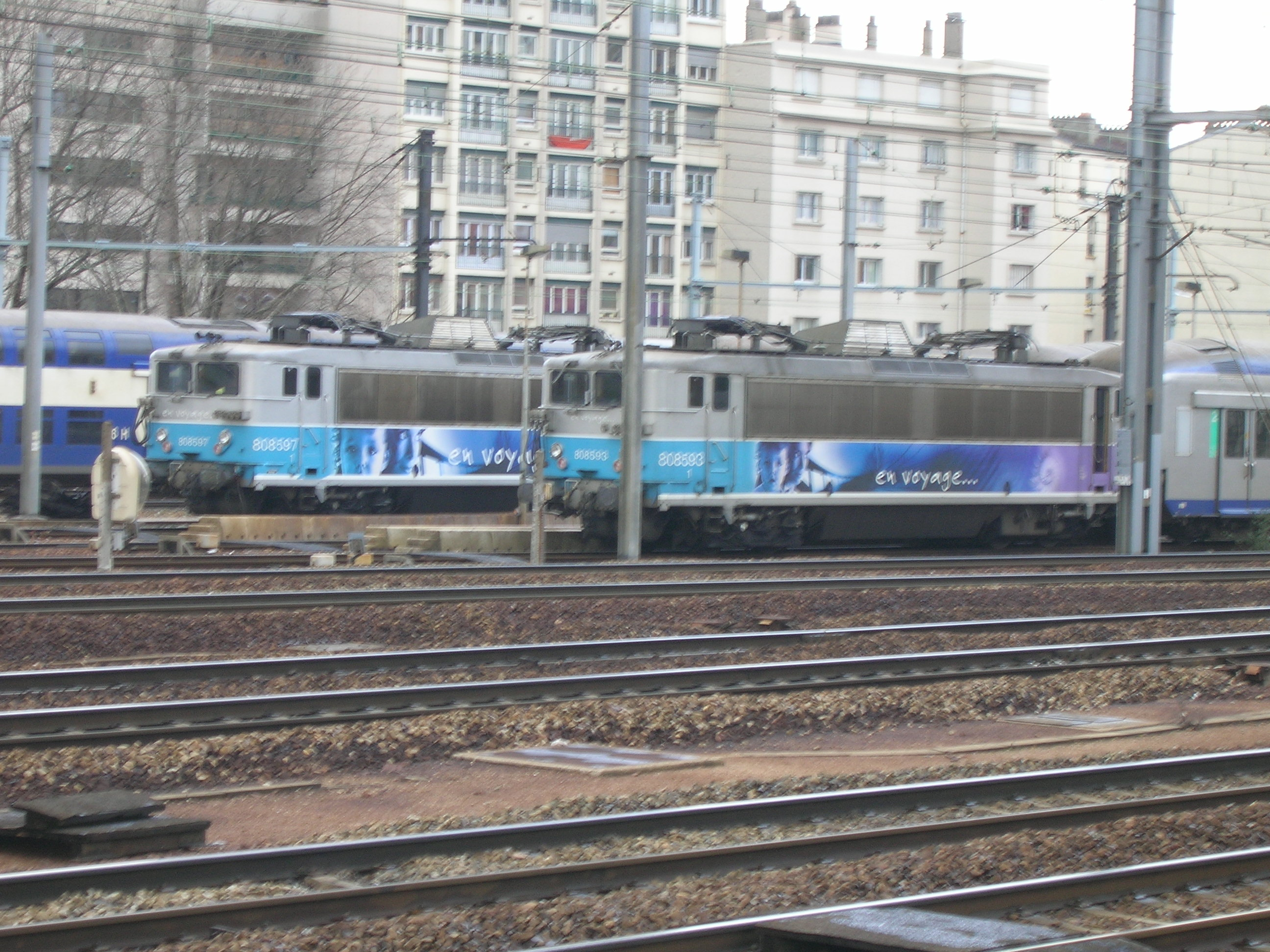
Deux BB 8500 en livrée « En voyage... » à Ouest-Ceinture, à proximité de Paris-Montparnasse.

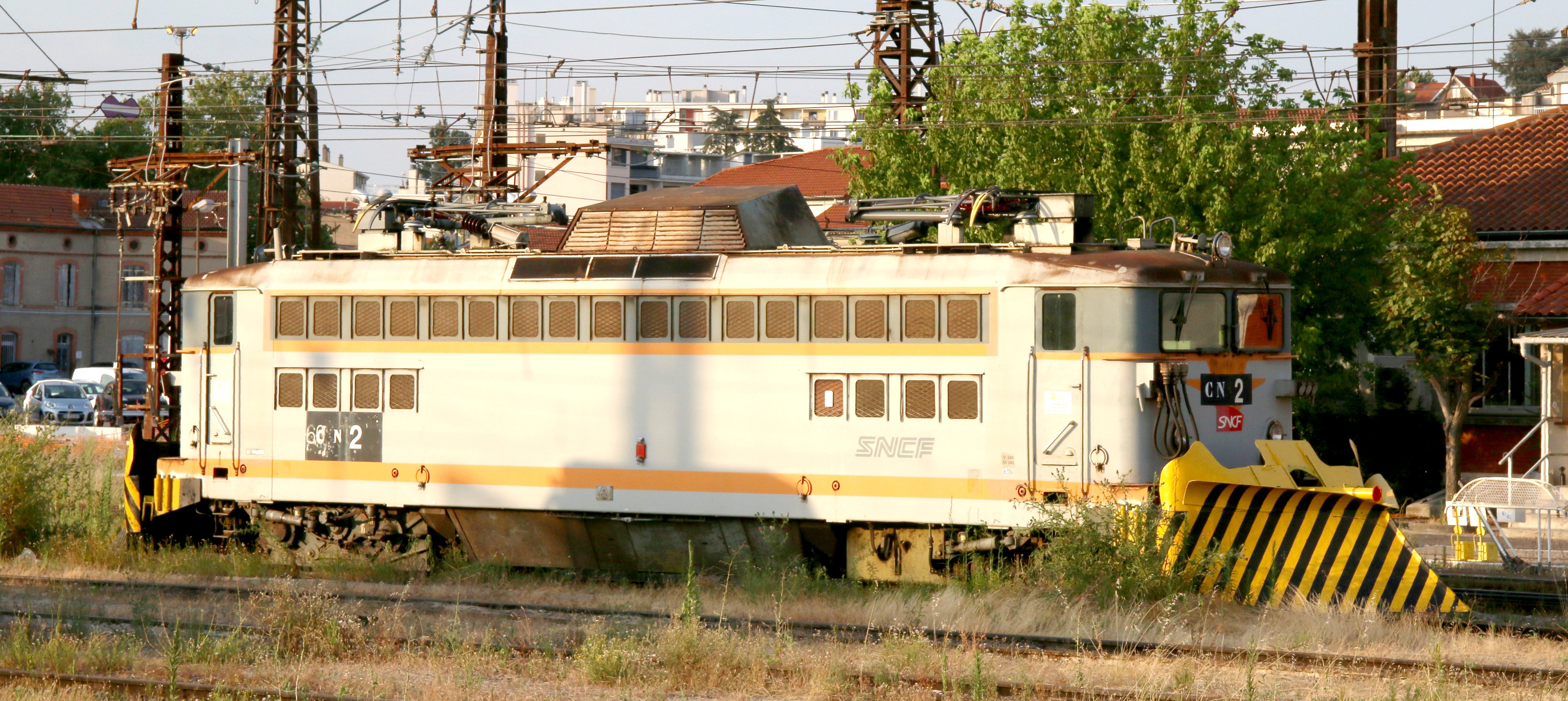
Le CN2 à Toulouse-Matabiau en 2019.

À partir de 1997, quelques éléments ont été transformés en BB 88500 afin d'effectuer des manœuvres ou de la desserte, d'une manière similaire aux BB 8100 transformées en BB 80000.
En 2001, une petite vingtaine de machines était affectée comme machines de pousse sur la ligne de la Maurienne. Elles avaient été renumérotées BB 8700 et reçu une rénovation limitée. Basées au dépôt de Chambéry, elles ont été radiées entre 2004 et 2005.
À l'instar des BB 8700, en 2002 les BB 8500 affectées aux services TER Bourgogne autour de Dijon ont, elles aussi, été rénovées avec agrandissement d'une des cabines de conduite. Leur réforme est prévue pour 2007-2008, remplacées par des 8500/25500 grandes cabines venues d'Île-de-France.
En juin 2007, les machines qui étaient affectées au réseau Transilien (banlieue francilienne) sont reversées à l'activité TER Centre-Val de Loire, à l'exception de la BB 8643, radiée le 29 novembre de la même année.
La série est radiée, à l'exception des BB 8553 et 8556, équipées de socs et nommées respectivement CN1 et CN2.

## Cinéma
- BB 8516 : elle fut utilisée au cinéma dans le film Tendre Poulet (1978).

## Lignes desservies

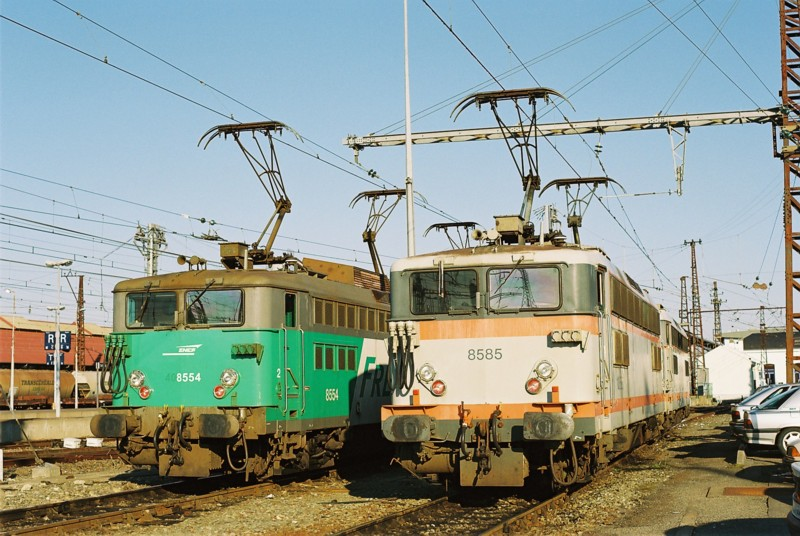
BB 8554 en livrée fret et BB 8585 en livrée béton

- Paris-Montparnasse – Chartres – Nogent-le-Rotrou – Le Mans (TER Centre jusqu'en 2016)
- Paris-Montparnasse – Versailles-Chantiers – Rambouillet (Transilien N, jusqu'en 2006)
- Paris-Montparnasse – Versailles-Chantiers – Plaisir - Grignon (Transilien N, jusqu'en 2006)
- Paris-Austerlitz – Les Aubrais
- Paris-Austerlitz – Orléans
- Paris-Austerlitz – Toulouse-Matabiau
- Chambéry - Challes-les-Eaux – Montmélian – Modane (BB 8700 seulement)
- Toulouse-Matabiau – Montauban-Ville-Bourbon – Cahors
- Toulouse-Matabiau – Carcassonne
- Bordeaux-Saint-Jean – Marmande – Agen – Montauban-Ville-Bourbon – Toulouse-Matabiau
- Toulouse-Matabiau – Montréjeau - Gourdan-Polignan – LuchonBB 8554 en livrée fret et BB 8585 en livrée béton
- Narbonne – Cerbère
- Béziers – Neussargues
- Bordeaux-Saint-Jean – Hendaye
- Bayonne – Saint-Jean-Pied-de-Port (desserte fret)
- Saint-Jean-Pied-de-Port – Ossès - Saint-Martin-d'Arrossa (desserte fret)
- Lannemezan – Arreau - Cadéac
- Dijon-Ville – Chalon-sur-Saône – Mâcon-Ville
- Bordeaux-Saint-Jean – La Pointe-de-Grave
- Villefranche-sur-Saône – Perpignan
- Toulouse-Matabiau – Tarbes – Pau
- Toulouse-Matabiau – Latour-de-Carol - Enveitg
- Lyon-Vaise – Saint-Étienne-Châteaucreux (liaisons Stélyrail cadencées)

(liste non exhaustive)

## Dépôts titulaires, Établissement Matériel Traction et Services Techniques de flotte responsables de la maintenance
Dépôts titulaires,,,, Établissement Matériel Traction, et Services Techniques de flotte responsables de la maintenance
- Les Aubrais[7],[8],[9]
- Toulouse[8],[9],[10],[11],[12]
- Villeneuve - Saint-Georges[9]
- Montrouge[9],[10],[12]
- Marseille-Blancarde[9],[11]
- Paris - Sud-Ouest[10],[11],[12]
- Limoges[10],[11],[12]
- Vénissieux[10]
- Avignon[11]
- Dijon[12]

Les Services Techniques de flotte responsables de la maintenance figurent dans l'état du matériel ci-dessous.
| STF | Désignation       | Ville    | Nombre de machines        |
| --- | ----------------- | -------- | ------------------------- |
| SMP | STF Midi-Pyrénées | Toulouse | 2 machines (chasse-neige) |

## Machines conservées (2016)
- BB 8616 à Mohon (annexe du musée du train de Mulhouse). Récemment transféré a Vierzon pour y etre preservé par le CFTST

## Modélisme
- Cette locomotive a été reproduite en HO par les firmes Lima (la BB 8595 en livrée verte d'origine et la BB 8596 gris ciment en 1986, qui ont été testées par les revues de modélisme ferroviaire Loco-Revue, numéro 489 de janvier 1987, et Rail Miniature Flash, numéro 275 en 1986), Piko, Jouef et R37[13].
- Sa reproduction en N a été faite par la firme Piko.